# Egira minorata
Egira minorata är en fjärilsart som beskrevs av Barnes och Mcdunnough 1918. Egira minorata ingår i släktet Egira och familjen nattflyn. Inga underarter finns listade i Catalogue of Life.